# Лондон-Ватерлоо
Лондон-Ватерло́о (англ. London-Waterloo Station) — крупная тупиковая железнодорожная станция в столице Великобритании. Один из 13 главных железнодорожных вокзалов Лондона.

## История
Самый загруженный вокзал в Лондоне и во всей Великобритании. Открылся в районе Ламбет (южнее Темзы) в 1848 году; полностью перестроен в 1900-22 гг. До ноября 2007 года (до ввода в строй нового терминала на вокзале Сент-Панкрас) являлся конечной станцией Евротоннеля — отсюда отправлялись поезда во Францию и Бельгию. Этому вокзалу посвящена самая известная песня рок-группы «The Kinks» — «Waterloo Sunset» (1967).
Вокзал Ватерлоо стал последней остановкой в полувековой истории лондонского даблдекера «Рутмастер», последний рейс которого состоялся по 159 маршруту к вокзалу Ватерлоо. Это произошло 9 декабря 2005 года.

## Галерея
- Главный вход в вокзал
- Конкорс Ватерлоо
- Платформа 15-16. Вид на запад
- 1910 год
- Поезд на станции. 1978 год